# NGC 5230
NGC 5230 је спирална галаксија у сазвежђу Девица која се налази на NGC листи објеката дубоког неба.
Деклинација објекта је + 13° 40' 31" а ректасцензија 13h 35m 32,1s. Привидна величина (магнитуда) објекта NGC 5230 износи 12,3 а фотографска магнитуда 13,0. NGC 5230 је још познат и под ознакама UGC 8573, MCG 2-35-9, CGCG 73-43, IRAS 13330+1355, PGC 47932.